# ジェイムズ・エルロイ

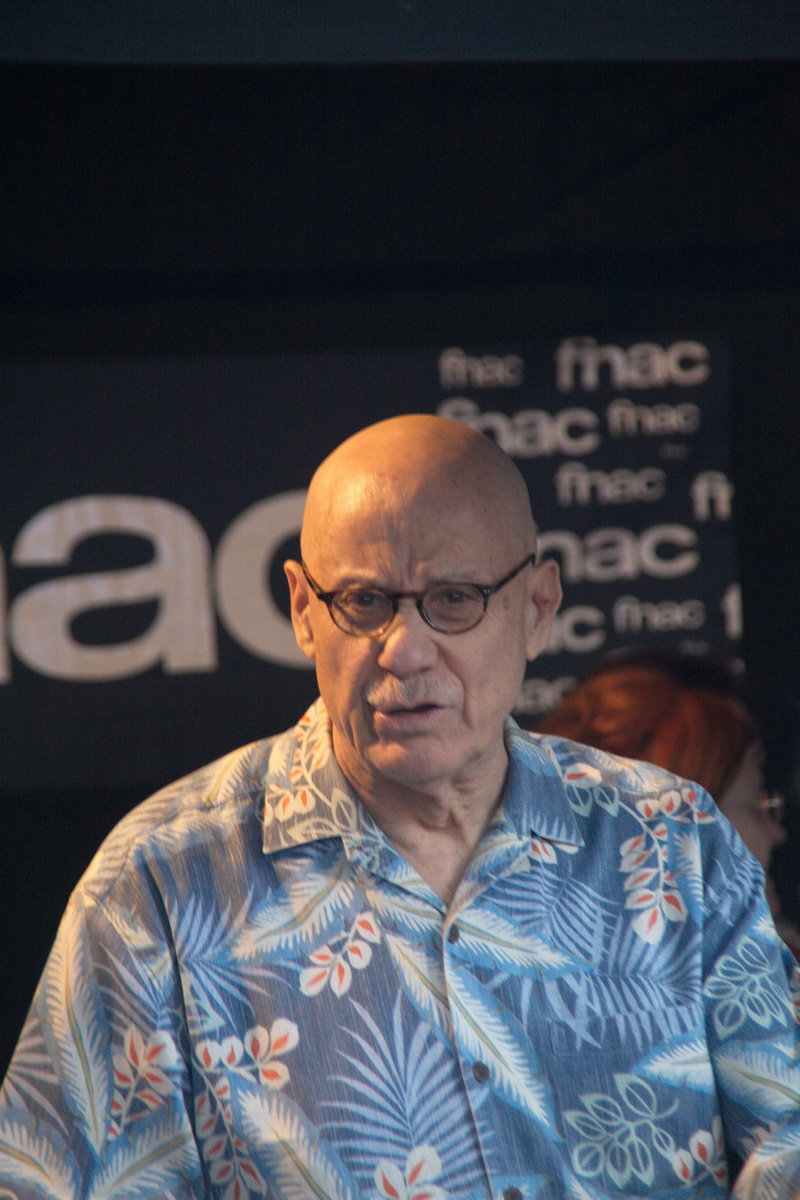
ジェイムズ・エルロイ（2015年）

ジェイムズ・エルロイ（James Ellroy, 1948年3月4日 - ）は、アメリカ合衆国カリフォルニア州ロサンゼルス出身の小説家。本名はリー・アール・エルロイ (Lee Earle Ellroy)。特に犯罪小説で知られている。アメリカの暗部を抉る時代描写、必要最小限まで説明を省く電文体のスタイルに特徴がある。その作風から「アメリカ文学界の狂犬」とも呼ばれている。

## 経歴
10歳の時、看護師だった母が何者かに殺害される（犯人は現在も不明）。その後、父親に引き取られるが、17歳の時に父親も死去する。高校中退後、空き家に住んだり、下着泥棒をしたり、ドラッグの売人をしたりして過ごす。アルコール中毒で入院したこともある。20代の後半に文学に目覚め、小説を書き始める。母の死についてエルロイが独自に調査を重ねた手記は『わが母なる暗黒』として出版されている。
1987年、「ブラック・ダリア事件」を題材にした『ブラック・ダリア』で注目を浴びる。同作はブライアン・デ・パルマ監督が2006年に同名で映画化した。『ブラック・ダリア』を皮切りとした「暗黒のL.A.」4部作（『ブラック・ダリア』、『ビッグ・ノーウェア』、『L.A.コンフィデンシャル』、『ホワイト・ジャズ』）を発表する。『L.A.コンフィデンシャル』はカーティス・ハンソンの手によって映画化され、『タイタニック』にアカデミー賞の票を奪われるも、犯罪映画の佳作として評価された。第4部に当たる『ホワイト・ジャズ』はジョー・カーナハン監督によって映画化企画が進められている。
小説以外にも、映画原案としてカート・ラッセル主演の『ダーク・スティール』、キアヌ・リーブス主演の『フェイク シティ ある男のルール』（脚本も脚本家2名と共同執筆）を手がけている。
「暗黒のL.A.」4部作完成後は、「アンダーワールドU.S.A.」3部作に取りかかる。1960年代のケネディ政権とマフィアの暗躍を虚実ないまぜに活写した第1部『アメリカン・タブロイド』（1995年）を発表。2001年に第2部『アメリカン・デス・トリップ』を発表。第3部『アンダーワールドUSA』Blood's a Roverが2009年9月に出版された。
身長185cmの大柄。2006年、ヘレン・ノードと2度目の離婚をした。カンザス州在住。

## 著作
- レクイエム （1981年） ハヤカワ・ミステリ文庫 - 映画化（1999年『ブラウンズ・レクイエム』）
- 秘密捜査 （1982年） ハヤカワ・ミステリ文庫
- 血まみれの月 （1983年） 扶桑社ミステリー - ジェームズ・ウッズ主演で映画化（『ザ・コップ』）
- ホプキンズの夜 （1984年） 扶桑社ミステリー
- 自殺の丘 （1986年） 扶桑社ミステリー
- キラー・オン・ザ・ロード （1986年） 扶桑社ミステリー
- ブラック・ダリア （1987年） 文藝春秋：「暗黒のL.A.シリーズ」第1部
- ビッグ・ノーウェア （1988年） 文藝春秋：「暗黒のL.A.シリーズ」第2部
- L.A.コンフィデンシャル （1990年）  文藝春秋：「暗黒のL.A.シリーズ」第3部
- ホワイト・ジャズ （1992年） 文藝春秋：「暗黒のL.A.シリーズ」第4部
- ハリウッド・ノクターン （1994年） 文藝春秋
- アメリカン・タブロイド （1995年） 文藝春秋：「アンダーワールドU.S.A.シリーズ」第1部
- わが母なる暗黒 （1996年） 文藝春秋
- クライム・ウェイヴ （1999年） 文藝春秋
- アメリカン・デス・トリップ （2001年） 文藝春秋：「アンダーワールドU.S.A.シリーズ」第2部
- 獣どもの街 （2004年） 文藝春秋
- アンダーワールドUSA （2009年） 文藝春秋： 「アンダーワールドU.S.A.シリーズ」第3部
- 背信の都（2014年） 文藝春秋：「新・暗黒のLA四部作」第1部